# Club Atlético River Plate 2024
Questa voce raccoglie le informazioni riguardanti il River Plate nelle competizioni ufficiali della stagione 2024.

## Stagione
- In Primera División il River Plate si classifica al quinto posto (43 punti), dietro all'Huracán e davanti al Boca Juniors. Nella tabla general si posiziona al terzo posto, qualificandosi così in Coppa Libertadores
- In Copa de la Liga sono eliminati ai quarti di finale dal Boca Juniors (2-3).
- In Coppa Argentina sono eliminati ai sedicesimi di finale dal Temperley (1-1, 4-5 d.c.r.).
- In Supercoppa Argentina battono l'Estudiantes (LP) (2-1), vincendo il trofeo per la 3ª volta.
- In Coppa Libertadores vengono inseriti inseriti nel gruppo H con Libertad, Nacional e Deportivo Táchira, si classificano al primo posto con 16 punti. Dopo aver eliminato il Talleres (C) (3-1 complessivo) negli ottavi di finale e i cileni del Colo-Colo (2-1 complessivo) nei quarti di finale, vengono eliminati in semifinale dai brasiliani dell'Atlético Mineiro (0-3 complessivo).

## Maglie e sponsor
Il fornitore tecnico per la stagione 2025 è Adidas, lo sponsor ufficiale è Codere, lo sleeve sponsor è Assist Card e il back sponsor DirecTV.

### Primo semestre
| Casa | Trasferta | Terza divisa |

### Secondo semestre
| Casa | Trasferta | Terza divisa |

## Rosa
| N. |                      | Ruolo | Calciatore               |
| -- | -------------------- | ----- | ------------------------ |
| 1  | Argentina (bandiera) | P     | Franco Armani            |
| 3  | Argentina (bandiera) | D     | Ramiro Funes Mori        |
| 4  | Uruguay (bandiera)   | C     | Nicolás Fonseca          |
| 5  | Argentina (bandiera) | C     | Matías Kranevitter       |
| 6  | Argentina (bandiera) | D     | Federico Gattoni         |
| 7  | Paraguay (bandiera)  | A     | Adam Bareiro             |
| 8  | Argentina (bandiera) | C     | Maximiliano Meza         |
| 9  | Colombia (bandiera)  | A     | Miguel Borja             |
| 10 | Argentina (bandiera) | C     | Manuel Lanzini           |
| 11 | Argentina (bandiera) | A     | Facundo Colidio          |
| 13 | Argentina (bandiera) | D     | Enzo Díaz                |
| 14 | Argentina (bandiera) | D     | Leandro González Pirez   |
| 16 | Argentina (bandiera) | D     | Fabricio Bustos          |
| 17 | Cile (bandiera)      | D     | Paulo Díaz               |
| 18 | Argentina (bandiera) | C     | Gonzalo Nicolás Martínez |

| N. |                      | Ruolo | Calciatore         |
| -- | -------------------- | ----- | ------------------ |
| 19 | Argentina (bandiera) | C     | Claudio Echeverri  |
| 20 | Argentina (bandiera) | D     | Milton Casco       |
| 22 | Argentina (bandiera) | D     | Daniel Zabala      |
| 23 | Argentina (bandiera) | C     | Rodrigo Villagra   |
| 24 | Argentina (bandiera) | D     | Marcos Acuña       |
| 25 | Argentina (bandiera) | P     | Jeremías Ledesma   |
| 26 | Argentina (bandiera) | C     | Ignacio Fernández  |
| 27 | Uruguay (bandiera)   | D     | Ariel Sant'Anna    |
| 29 | Argentina (bandiera) | C     | Rodrigo Aliendro   |
| 30 | Argentina (bandiera) | C     | Franco Mastantuono |
| 31 | Argentina (bandiera) | C     | Santiago Simón     |
| 32 | Argentina (bandiera) | A     | Agustín Ruberto    |
| 33 | Argentina (bandiera) | D     | Germán Pezzella    |
| 36 | Argentina (bandiera) | A     | Pablo Solari       |
| 38 | Argentina (bandiera) | A     | Ian Subiabre       |

## Risultati

### Primera División
| Arbitro: | Nicolás Ramírez |

|                           |           |  |
| Colidio 5’, 29’ Barco 85’ | Marcatori |  |

| Arbitro: | Pablo Dóvalo |

|                                      |           |  |
| Echeverri 34’ Colidio 80’ Solari 85’ | Marcatori |  |

| Arbitro: | Leandro Rey Hilfer |

|             |           |  |
| Lescano 39’ | Marcatori |  |

| Arbitro: | Nazareno Arasa |

|                                   |           |                     |
| Borja 12’ (rig.), 52’, 58’ (rig.) | Marcatori | 45+2’ (rig.) Maroni |

| Arbitro: | Hernán Mastrángelo |

|                                      |           |  |
| Barrionuevo 55’ Benegas 90+1’ (rig.) | Marcatori |  |

| Arbitro: | Fernando Rapallini |

|                  |           |                         |
| Borja 61’, 90+3’ | Marcatori | 48’ Moreno 90+1’ Torres |

| Arbitro: | Darío Herrera |

|                |           |           |
| Poggi 25’, 27’ | Marcatori | 10’ Borja |

| Arbitro: | Nazareno Arasa |

|                 |           |  |
| Mastantuono 86’ | Marcatori |  |

| Santa Fe 4 agosto 2024, ore 15:00 UTC-3 9ª giornata | Unión (SF)       | 0 – 0 referto | River Plate | Estadio 15 de Abril\| Arbitro: \| Pablo Echavarría \| |
| Arbitro:                                            | Pablo Echavarría |               |             |                                                       |

| Arbitro: | Fernando Echenique |

|               |           |                |
| Echeverri 12’ | Marcatori | 36’ Echeverría |

| Arbitro: | Hernán Mastrángelo |

|              |           |               |
| Castillo 82’ | Marcatori | 54’ Fernández |

| Arbitro: | Leandro Rey Hilfer |

|               |           |                |
| Echeverri 12’ | Marcatori | 36’ Echeverría |

| Avellaneda 1 settembre 2024, ore 17:00 UTC-3 13ª giornata | Independiente     | 0 – 0 referto | River Plate | Estadio Libertadores de América\| Arbitro: \| Yael Falcón Pérez \| |
| Arbitro:                                                  | Yael Falcón Pérez |               |             |                                                                    |

| Arbitro: | Leandro Rey Hilfer |

|                                                   |           |            |
| González Pírez 23’ Borja 37’ Meza 72’ Colidio 90’ | Marcatori | 10’ Nicola |

| Arbitro: | Nicolás Ramírez |

|  |           |             |
|  | Marcatori | 19’ Lanzini |

| Arbitro: | Facundo Tello |

|  |           |             |
|  | Marcatori | 10’ Girotti |

| Florida 6 ottobre 2024, ore 19:00 UTC-3 17ª giornata | Platense     | 0 – 0 referto | River Plate | Estadio Ciudad de Vicente López\| Arbitro: \| Pablo Dóvalo \| |
| Arbitro:                                             | Pablo Dóvalo |               |             |                                                               |

| Arbitro: | Yael Falcón Pérez |

|                  |           |            |
| Borja 48’ (rig.) | Marcatori | 25’ Romero |

| Florencio Varela 25 ottobre 2024, ore 21:00 UTC-3 19ª giornata | Defensa y Justicia | 0 – 0 referto | River Plate | Stadio Norberto Tomaghello\| Arbitro: \| Nicolás Ramírez \| |
| Arbitro:                                                       | Nicolás Ramírez    |               |             |                                                             |

| Arbitro: | Sebastián Martínez |

|                             |           |                   |
| Solari 43’, 45’ Borja 90+6’ | Marcatori | 82’ (rig.) Garate |

| Arbitro: | Andrés Merlos |

|                           |           |                                 |
| Rodríguez 22’ Acevedo 71’ | Marcatori | 53’ Solari 62’ Diaz 81’ Colidio |

| Arbitro: | Fernando Echenique |

|                             |           |  |
| Meza 67’ Borja 74’ Diaz 85’ | Marcatori |  |

| Arbitro: | Nazareno Arasa |

|                    |           |                    |
| Villa 6’ Ham 90+8’ | Marcatori | 38’ (rig.) Colidio |

| Arbitro: | Ariel Penel |

|              |           |                    |
| Carrillo 59’ | Marcatori | 3’ Colidio 8’ Meza |

| Arbitro: | Andrés Gariano |

|          |           |                    |
| Meza 57’ | Marcatori | 65’ (rig.) Muniain |

| Arbitro: | Yael Falcón Pérez |

|                                          |           |  |
| Solari 45+1’, 70’ Borja 68’ Martínez 70’ | Marcatori |  |

| Arbitro: | Sebastián Zunino |

|           |           |  |
| Salas 34’ | Marcatori |  |

### Copa de la Liga
| Arbitro: | Darío Herrera |

|           |           |             |
| Borja 45’ | Marcatori | 83’ Montiel |

| Arbitro: | Leandro Rey Hilfer |

|  |           |                       |
|  | Marcatori | 70’ Borja 80’ Ruberto |

| Arbitro: | Facundo Tello |

|                                     |           |  |
| Colidio 5’, 44’ Borja 19’, 30’, 54’ | Marcatori |  |

| Arbitro: | Andrés Merlos |

|  |           |                                     |
|  | Marcatori | 55’ Borja 55’ Fernández 55’ Herrera |

| San Miguel de Tucumán 14 febbraio 2024, ore 21:30 UTC-3 Fase a gironi - 5ª giornata | Atl. Tucumán   | 0 – 0 referto | River Plate | Estadio Monumental José Fierro\| Arbitro: \| Nazareno Arasa \| |
| Arbitro:                                                                            | Nazareno Arasa |               |             |                                                                |

| Arbitro: | Sebastián Zunino |

|            |           |            |
| Solari 89’ | Marcatori | 85’ Galván |

| Arbitro: | Yael Falcón Pérez |

|            |           |            |
| Solari 48’ | Marcatori | 69’ Medina |

| Arbitro: | Fernando Echenique |

|                       |           |                     |
| Sosa 60’ Portilla 75’ | Marcatori | 1’ Solari 37’ Borja |

| Arbitro: | Facundo Tello |

|                |           |  |
| Borja 21’, 33’ | Marcatori |  |

| Arbitro: | Nazareno Arasa |

|            |           |            |
| Ávalos 37’ | Marcatori | 22’ Borja] |

| Arbitro: | Sebastián Martínez |

|                                              |           |               |
| Echeverri 28’ González Pirez 69’ Colidio 85’ | Marcatori | 10’ Domínguez |

| Arbitro: | Leandro Rey Hilfer |

|               |           |  |
| Mazzantti 77’ | Marcatori |  |

| Arbitro: | Sebastián Zunino |

|                |           |              |
| Borja 66’, 86’ | Marcatori | 13’ Giaccone |

| Arbitro: | Silvio Trucco |

|                   |           |                       |
| Puebla 25’ (rig.) | Marcatori | 56’, 61’, 72’ Colidio |

| Arbitro: | Yael Falcón Pérez |

|                     |           |                               |
| Borja 9’ Díaz 90+6’ | Marcatori | 45’, 66’ Merentiel 61’ Cavani |

### Copa Argentina
| Arbitro: | Hernán Mastrángelo |

|                                         |           |  |
| Borja 49’ Mastantuono 67’ Ruberto 90+2’ | Marcatori |  |

| Arbitro: | Sebastián Zunino |

|                                              |                      |                                                |
| Martínez 90+1’                               | Marcatori            | 50’ Barco                                      |
| Ilarregui Souto Scolari Ibáñez López Segovia | Tiri di rigore 5 – 4 | Colidio Barco Simón Fonseca Sant'Anna Martínez |

### Supercopa Argentina
| Arbitro: | Yael Falcón Pérez |

|                                  |           |           |
| Romero 79’ (aut.) Aliendro 90+1’ | Marcatori | 2’ Correa |

### Coppa Libertadores
| Arbitro: | Raphael Claus |

|  |           |                         |
|  | Marcatori | 71’ Boselli 78’ Fonseca |

| Arbitro: | Cristián Garay |

|                             |           |  |
| Echeverri 14’ Colidio 90+2’ | Marcatori |  |

| Arbitro: | Raphael Claus |

|              |           |                            |
| Espinoza 39’ | Marcatori | 33’ Solari 79’ Mastantuono |

| Arbitro: | Anderson Daronco |

|                          |           |                      |
| Carneiro 77’ (rig.), 78’ | Marcatori | 7’ Borja 29’ Colidio |

| Arbitro: | Piero Maza |

|                |           |  |
| Borja 40’, 83’ | Marcatori |  |

| Arbitro: | Kevin Ortega |

|                |           |  |
| Borja 50’, 84’ | Marcatori |  |

| Arbitro: | Andrés Rojas |

|  |           |          |
|  | Marcatori | 85’ Díaz |

| Arbitro: | Gustavo Tejera |

|                     |           |             |
| Borja 33’ Simón 49’ | Marcatori | 85’ Girotti |

| Arbitro: | Raphael Claus |

|              |           |              |
| Palacios 60’ | Marcatori | 42’ Pezzella |

| Arbitro: | Andrés Matonte |

|             |           |  |
| Colidio 15’ | Marcatori |  |

| Arbitro: | Jesús Valenzuela |

|                                 |           |  |
| Deyverson 21’, 70’ Paulinho 73’ | Marcatori |  |

| Buenos Aires 29 ottobre 2024, ore 21:45 UTC-3 Semifinali - Ritorno | River Plate   | 0 – 0 (tot.: 0-3) referto | Atlético Mineiro | Stadio Monumental Antonio Vespucio Liberti\| Arbitro: \| Wilmar Roldán \| |
| Arbitro:                                                           | Wilmar Roldán |                           |                  |                                                                           |